# حلقه‌کش
حلقه کش دور طوقه دوچرخه و با نام انگلیسی rim tape که در ایران با نام نوار دور طوقه شناخته میشود یکی از بخش های مهم داخلی طوقه دوچرخه است. وظیفه نوار دور طوقه پوشاندن سوراخ هایی است که سرپره از داخل آنها به پره ها متصل میشود. اگر با نوار دور طوقه و یا همان حلقه کشی سوراخ های داخلی طوقه بسته نشوند فشار باد داخل تیوب دوچرخه باعث می شود تیوب از داخل سوراخ های داخل طوقه فشار وار کند و به پشت سرپره برسد که باعث پنچری تیوب خواهد شد به این جهت وجود نوار دور طوقه در داخل طوقه بسیار مهم است.
گونه نوار های دور طوقه در لاستیک های دور خاک که تیوب دارند و یا لاستیک های تیوبلس متفاوت است و جنس آنها تفاوت های زیادی دارد.